# MTCOS
MTCOS (Mask Tech Chip Operating System) ist das international am häufigsten verwendete Chipkarten-Betriebssystem für den Einsatz in Reisepässen. MTCOS basiert auf ISO 7816 und bietet eine applikationsunabhängige Sicherheitsarchitektur nach den gängigen ICAO- und BSI-Verschlüsselungs- bzw. -Übertragungsstandards AA, BAC, EAC, PA und SAC/PACE.
Das System läuft auf Prozessoren von Infineon, NXP, Samsung und ST Microelectronics.

## Anwendungen
MTCOS bildet auf Chipkarten inzwischen die Basis für verschiedenste Chip-Anwendungen, die eine sichere Personenidentifizierung benötigen,
- insbesondere für Government ID, aber auch für
- Krankenkassenkarten,
- Zutrittskontrollen und
- öffentliches Transportwesen.